# SA-210
La SA-210 es una carretera de titularidad autonómica de la Junta de Castilla y León (España) que discurre por la provincia de Salamanca entre las localidades de Vecinos y Tamames en la provincia de Salamanca.
Pertenece a la Red Complementaria Preferente de la Junta de Castilla y León.

## Recorrido
La carretera SA-210 tiene su origen en la intersección con la carretera SA-205 en el término municipal de Vecinos y termina en Tamames en la intersección con la carretera SA-215 formando parte de la Red de carreteras de Salamanca.
| Vecinos (Intersección con ) - Tamames (Intersección con ) | Vecinos (Intersección con ) - Tamames (Intersección con ) | Vecinos (Intersección con ) - Tamames (Intersección con ) | Vecinos (Intersección con ) - Tamames (Intersección con ) | Vecinos (Intersección con ) - Tamames (Intersección con ) | Vecinos (Intersección con ) - Tamames (Intersección con ) | Vecinos (Intersección con ) - Tamames (Intersección con ) | Vecinos (Intersección con ) - Tamames (Intersección con ) | Vecinos (Intersección con ) - Tamames (Intersección con ) | Vecinos (Intersección con ) - Tamames (Intersección con ) | Vecinos (Intersección con ) - Tamames (Intersección con ) |
| Esquema                                                   | PK                                                        | Sentido Tamames                                           | Sentido Tamames                                           | Sentido Tamames                                           | Sentido Tamames                                           | Sentido Vecinos                                           | Sentido Vecinos                                           | Sentido Vecinos                                           | Sentido Vecinos                                           | Incidencias                                               |
| Esquema                                                   | PK                                                        | Velocidad                                                 | Elemento                                                  | Salida                                                    | Salida                                                    | Salida                                                    | Salida                                                    | Elemento                                                  | Velocidad                                                 | Incidencias                                               |
| Esquema                                                   | PK                                                        | Velocidad                                                 | Elemento                                                  | Dir.                                                      | Nombre                                                    | Nombre                                                    | Dir.                                                      | Elemento                                                  | Velocidad                                                 | Incidencias                                               |
| --------------------------------------------------------- | --------------------------------------------------------- | --------------------------------------------------------- | --------------------------------------------------------- | --------------------------------------------------------- | --------------------------------------------------------- | --------------------------------------------------------- | --------------------------------------------------------- | --------------------------------------------------------- | --------------------------------------------------------- | --------------------------------------------------------- |
|                                                           | 0,0                                                       |                                                           |                                                           | Linares de Riofrío Santibáñez de la Sierra                | Linares de Riofrío Santibáñez de la Sierra                | Linares de Riofrío Santibáñez de la Sierra                |                                                           |                                                           |                                                           |                                                           |
| Vecinos Salamanca                                         | 0,0                                                       |                                                           |                                                           |                                                           |                                                           |                                                           |                                                           |                                                           |                                                           |                                                           |
|                                                           | 6,0                                                       |                                                           |                                                           | Peña de Cabra                                             | Peña de Cabra                                             | Peña de Cabra                                             | Peña de Cabra                                             |                                                           |                                                           |                                                           |
|                                                           | 6,2                                                       |                                                           |                                                           | Carrascal del Obispo                                      | Carrascal del Obispo                                      | Carrascal del Obispo                                      | Carrascal del Obispo                                      |                                                           |                                                           |                                                           |
|                                                           | 8,4                                                       |                                                           |                                                           | Peralejos de Solís                                        | Peralejos de Solís                                        | Peralejos de Solís                                        | Peralejos de Solís                                        |                                                           |                                                           |                                                           |
|                                                           | 10,1                                                      |                                                           |                                                           | Domingo Señor                                             | Domingo Señor                                             | Domingo Señor                                             | Domingo Señor                                             |                                                           |                                                           |                                                           |
|                                                           | 11,7                                                      |                                                           |                                                           |                                                           | Berrocal de Huebra                                        | Berrocal de Huebra                                        |                                                           |                                                           |                                                           |                                                           |
|                                                           | 11,7                                                      | Coca de Huebra                                            |                                                           |                                                           |                                                           |                                                           |                                                           |                                                           |                                                           |                                                           |
|                                                           | 12,1                                                      |                                                           |                                                           | Carrascalejo de Huebra                                    | Carrascalejo de Huebra                                    | Carrascalejo de Huebra                                    | Carrascalejo de Huebra                                    |                                                           |                                                           |                                                           |
|                                                           | 15,4                                                      |                                                           |                                                           | Río Huebra                                                | Río Huebra                                                | Río Huebra                                                | Río Huebra                                                |                                                           |                                                           |                                                           |
|                                                           | 15,4                                                      |                                                           |                                                           | Coquilla de Huebra                                        | Coquilla de Huebra                                        | Coquilla de Huebra                                        | Coquilla de Huebra                                        |                                                           |                                                           |                                                           |
|                                                           | 17,6                                                      |                                                           |                                                           | Avililla de la Sierra                                     | Avililla de la Sierra                                     | Avililla de la Sierra                                     | Avililla de la Sierra                                     |                                                           |                                                           |                                                           |
|                                                           | 22,5                                                      |                                                           |                                                           |                                                           | Polígono industrial                                       | Polígono industrial                                       |                                                           |                                                           |                                                           |                                                           |
|                                                           | 23,0                                                      |                                                           |                                                           | San Muñoz                                                 | San Muñoz                                                 | San Muñoz                                                 | San Muñoz                                                 |                                                           |                                                           |                                                           |
|                                                           | 23,3                                                      |                                                           |                                                           | TAMAMES                                                   | TAMAMES                                                   | TAMAMES                                                   | TAMAMES                                                   |                                                           |                                                           |                                                           |
|                                                           | 23,4                                                      |                                                           |                                                           | Tejeda y Segoyuela Linares de Riofrío                     | Tejeda y Segoyuela Linares de Riofrío                     | Tejeda y Segoyuela Linares de Riofrío                     | Tejeda y Segoyuela Linares de Riofrío                     |                                                           |                                                           |                                                           |
|                                                           | 24,755                                                    |                                                           |                                                           |                                                           | La Fuente de San Esteban Aldehuela de Yeltes              | La Fuente de San Esteban Aldehuela de Yeltes              | La Fuente de San Esteban Aldehuela de Yeltes              |                                                           |                                                           |                                                           |
|                                                           | 24,755                                                    | Aldeanueva de la Sierra El Cabaco                         |                                                           |                                                           |                                                           |                                                           |                                                           |                                                           |                                                           |                                                           |
|                                                           | 24,755                                                    | Salamanca Vecinos                                         |                                                           |                                                           |                                                           |                                                           |                                                           |                                                           |                                                           |                                                           |